# Равнина Дийяр
Равнина Дийяр (лат. Diyar Planitia) — регион с относительно ровной, не кратерированной поверхностью, находящийся на Энцеладе (спутнике Сатурна).

## География и геология
Равнина Дийяр была обнаружена на снимках космического аппарата «Вояджер-2». Максимальный размер равнины — около 325 км. Координаты центра — 3°24′ ю. ш. 251°57′ з. д. / 3,4° ю. ш. 251,95° з. д.. Изображения космического аппарата «Вояджер-2» не позволили выяснить, относится ли равнина Дийяр к ребристым равнинам Энцелада (Kargel, Pozio 1996) или же к гладким равнинам (Rothery 1999), которые считаются самыми молодыми структурами на спутнике. На снимках в более высоком разрешении, позже полученных аппаратом «Кассини», видно, что эта равнина представляет собой низменность, которую с севера на юг пересекают низкие хребты и неглубокие впадины, а также несколько более молодых трещин. Кратеров на этой равнине очень мало, что свидетельствует о её относительно молодом возрасте. На севере равнина Дийяр граничит с рытвинами Арран.

## Эпоним
Она получила имя страны Дийяр, фигурирующей в сборнике арабских сказок «Тысяча и одна ночь». Это название было утверждено Международным астрономическим союзом в 1982 году.